# Paolo Pizzo
Pour les articles homonymes, voir Pizzo (homonymie).
Paolo Pizzo (né le 4 avril 1983 à Catane) est un escrimeur italien pratiquant l'épée.
En 2011, Pizzo remporte à la surprise générale le titre de champion du monde, dans sa ville natale.
En 2017, Il remporte l'or à l'épée au mondiaux d'Allemagne. Il bat l'Estonien Nikolai Novosjolov sur le score de 15 à 13. (1)

## Palmarès
- Jeux olympiques
  -  Médaille d'argent par équipes aux Jeux olympiques de 2016 à Rio de Janeiro
- Championnats du monde d'escrime
  -  Médaille d'or aux championnats du monde d'escrime 2011 à Catane
  - Médaille d'or aux championnats du monde d'escrime 2017 à Leipzig